# Quinto Pedio (pintor)
Quinto Pedio  (m. c. 13 d. C.) fue un pintor romano y la primera persona sorda que menciona la historia.

## Familia
Pedio era hijo del senador y orador romano Quinto Pedio Publícola, mientras que se desconoce la identidad de su madre. Su abuelo paterno fue el cónsul Quinto Pedio y su abuela paterna fue Valeria, hermana del senador y orador romano Marco Valerio Mesala Corvino. Su abuelo paterno y el emperador Augusto eran primos maternos.

## Educación
Pedio nació sordo. Fue educado por su tío abuelo Marco Valerio Mesala Corvino, quien obtuvo permiso del emperador Augusto para enseñarle a pintar. El joven se convirtió en un talentoso pintor, pero murió joven.
Pedio es el primer pintor sordo que recuerda la historia y su educación es la primera que se recuerda impartida a un niño sordo. La vida de Pedio se menciona en la Historia natural, escrita por el historiador romano Plinio el Viejo.